# Kattbjörn
Kattbjörn (Ailurus fulgens), mindre panda eller röd panda är en omnivor (allätare) som förekommer i bambuskogar i södra Himalaya på 2 200–4 800 meters höjd. Den är inte närbesläktad med vare sig katter, björnar eller jättepanda och placeras idag som ensam art i familjen Ailuridae. Djuret kännetecknas av en orangebrun päls på ryggen, rödvita mönster på huvudet som liknar en ansiksmask samt en ringad svans i orangebrunt och orangevitt. Kattbjörnen är allätare men växtdelar utgör huvuddelen av födan. Individerna lever ensamma utom under parningstiden och blir vanligen 8–10 år, men kan även bli uppemot 14 år gamla.

## Systematik
Kattbjörnens systematiska indelning är omstridd. Tidigare behandlades den som en halvbjörn, men placeras idag i den egna familjen Ailuridae. Kattbjörnen har ingen levande nära släkting, och den närmsta fossila förfadern, Parailurus, levde för 3-4 miljoner år sedan. Kattbjörnen är inte en björn eller ett kattdjur, och inte heller närbesläktad med jättepandan, utan tillhör överfamiljen Musteloidea som även omfattar familjerna skunkar, halvbjörnar och mårddjur, och mycket tyder på att kattbjörnen utgör en basal utvecklingslinje av överfamiljen. Inom Musteloidea är kattbjörnen enligt den senaste fylogenin närmast släkt med halvbjörnarna och mårddjuren, och räknas därmed som systergrupp till dessa. Kattbjörnen delas upp i två underarter: Ailurus fulgens fulgens och Ailurus fulgens refulgens. Nominatformen A. f. fulgens är något mindre och har ljusare färger.
Enligt en genetisk studie som publicerades i februari 2020 ska båda underarterna klassificeras som arter. I studien används däremot det vetenskapliga namnet Ailurus styani istället för Ailurus refulgens. Båda listades sedan tidigare som synonymer för en av underarterna.

## Utseende

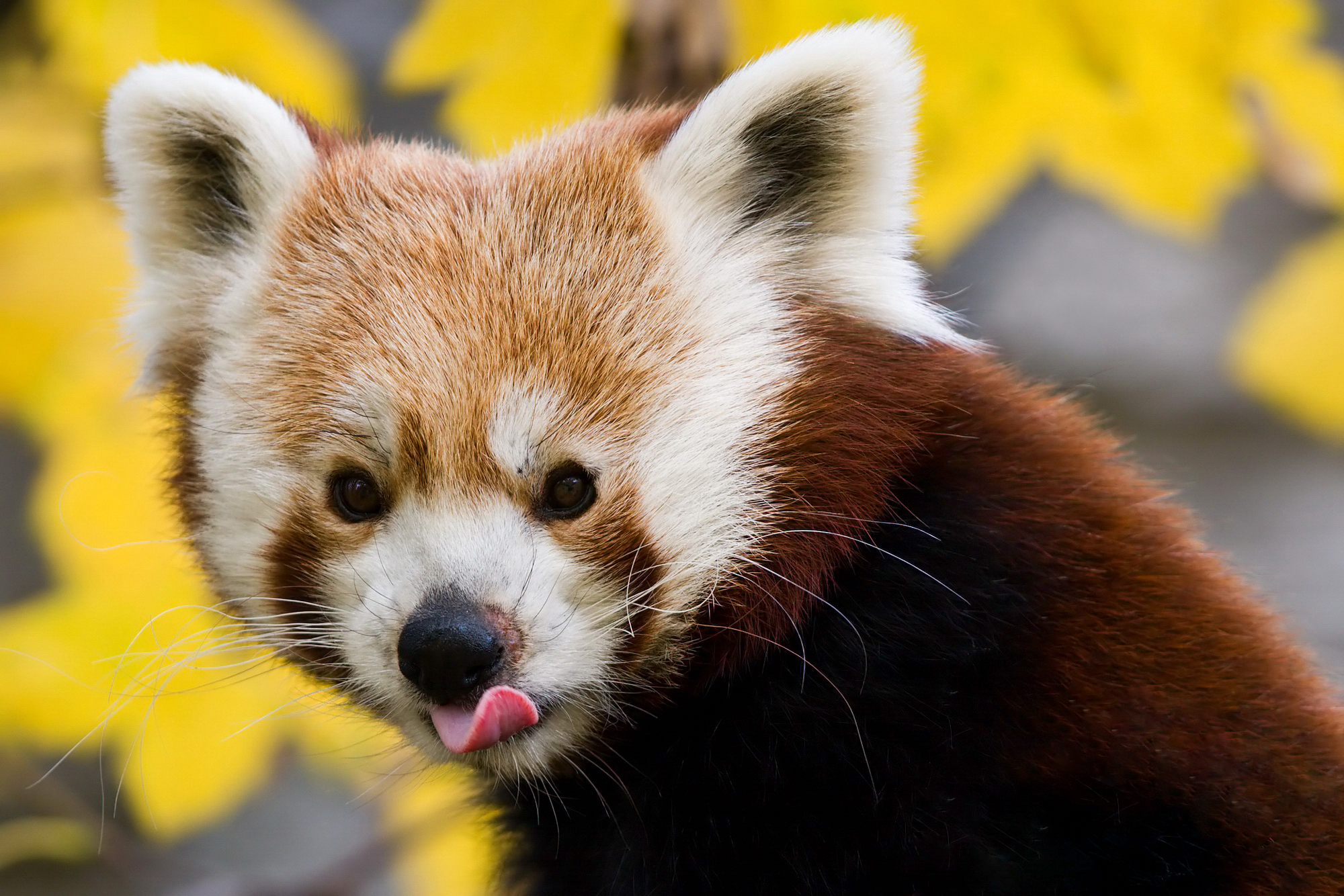
Ansikte

Kattbjörnen är upp till 120 centimeter lång med den 37–47 centimeter långa svansen inräknad. Mankhöjden är cirka 25 cm. Hannar når en vikt mellan 4,5 och 6 kilo, men honor bara 3 till 4,5 kilo.
Kattbjörnen är svart på magen och orangebrun på ryggen. Den har en ganska lång och tjock päls och korta ben. Ansiktets färg är beroende på individ, men är oftast vit med röda strimmor från ögonen nedåt. Nosen saknar hår och är svart. De upprätt stående öronen är medelstora och slutar i en spets. Den yviga svansen har flera ljusa och mörka ringar och svansens spets är oftast gråaktig. Djuret är hälgångare. Vid varje tå finns böjda, skarpa klor som delvis kan dras in. Den har dessutom päls under fotsulorna, vilket är en anpassning till dess miljö med våta och hala grenar. På dessa träd, där kattbjörnen vistas, finns ofta mossa och lav och därför utgör djurets pälsfärg ett utmärkt kamouflage.
Arten har, liksom jättepandan, förstorade handlovsben som fungerar som en motsättlig tumme. Att kännetecknet förekommer hos dessa två arter, vilka inte är släkt med varandra, beror på konvergent evolution.

## Utbredning och habitat
Kattbjörnen lever i bambuskogar i Himalaya 2 200–4 800 meter över havet. Utbredningsområdet sträcker sig från Nepal över Tibet, sydvästra Kina (Yunnan och Sichuan), Bhutan och nordvästra Indien till norra Myanmar/Burma. Populationen i Sichuan är större och stabilare än populationen i Yunnan, och det antas därför att arten är mer ursprunglig i Sichuan och att den utökade sitt utbredningsområde söderut till Yunnan. Bredvid bambu finns ofta rhododendron och ekträd i skogarna och temperaturen ligger vanligen mellan 10 och 25 °C.

## Ekologi
Individerna är i naturen främst aktiva under skymningen och gryningen, men kan även vara aktiva på natten.
Kattbjörnen lever mest på bambuskott, men även andra växter, bär och frukter, och det händer att den fångar fåglar och äter ägg eller insekter. Djuret är anpassat till ett kyligt klimat, så när det blir för varmt söker den skydd i skuggan under träd. När det vilar balanserar det till hälften på och till hälften hängande på en gren. Kattbjörnen gillar också att rulla ihop sig och ta upp svansen som en kudde. När den känner sig hotad eller jagad, kan den ta över 1,5 meter långa skutt. Vilda kattbjörnar lever ensamma utom under parningstiden. Reviren markeras med sekret från analkörtlarna. Vanligen delar en hanne sitt territorium med en eller flera honor. De är skickliga klättrare tack vare sina vassa klor och den motsättliga "tummen".
Parningen sker på vintern och efter en dräktighetstid på 114–145 dagar föder honan upp till fyra ungar, vanligtvis dock inte mer än två. Ungarna har päls när de föds, men är inte alls lika starkt färgade som de vuxna djuren utan har tjock, ullig, gråbrunaktig päls med en längd av ett par cm över hela kroppen. De väger 110–130 gram när de är nyfödda och har en längd på omkring 28 cm. Deras ögon och öron öppnas efter ungerfär 18 dagar. Ungarna stannar hos modern i cirka ett år och får sedan klara sig själva.
Djuren kommunicerar med varandra genom skrik, väsande, grymtande, snörvlande och fågellikt kvittrande. De kan också kröka rygg, resa sig på bakbenen samtidigt som de klöser med framtassarna och genom huvudrörelser.
Kattbjörnar beter sig ungefär som en katt när de putsar pälsen. Först slickar de insidan av benet, sedan använder de benet till att putsa öronen och nosen. Däremot så lapar de inte i sig vatten som katter utan använder framtassarna. De tar vatten på tassarna och slickar sedan bara av dem.[källa behövs]
Vid goda förhållanden kan de bli 14 år gamla, men den genomsnittliga livslängden uppskattas till 8–10 år.

## Kattbjörn och människan

### Hot och status

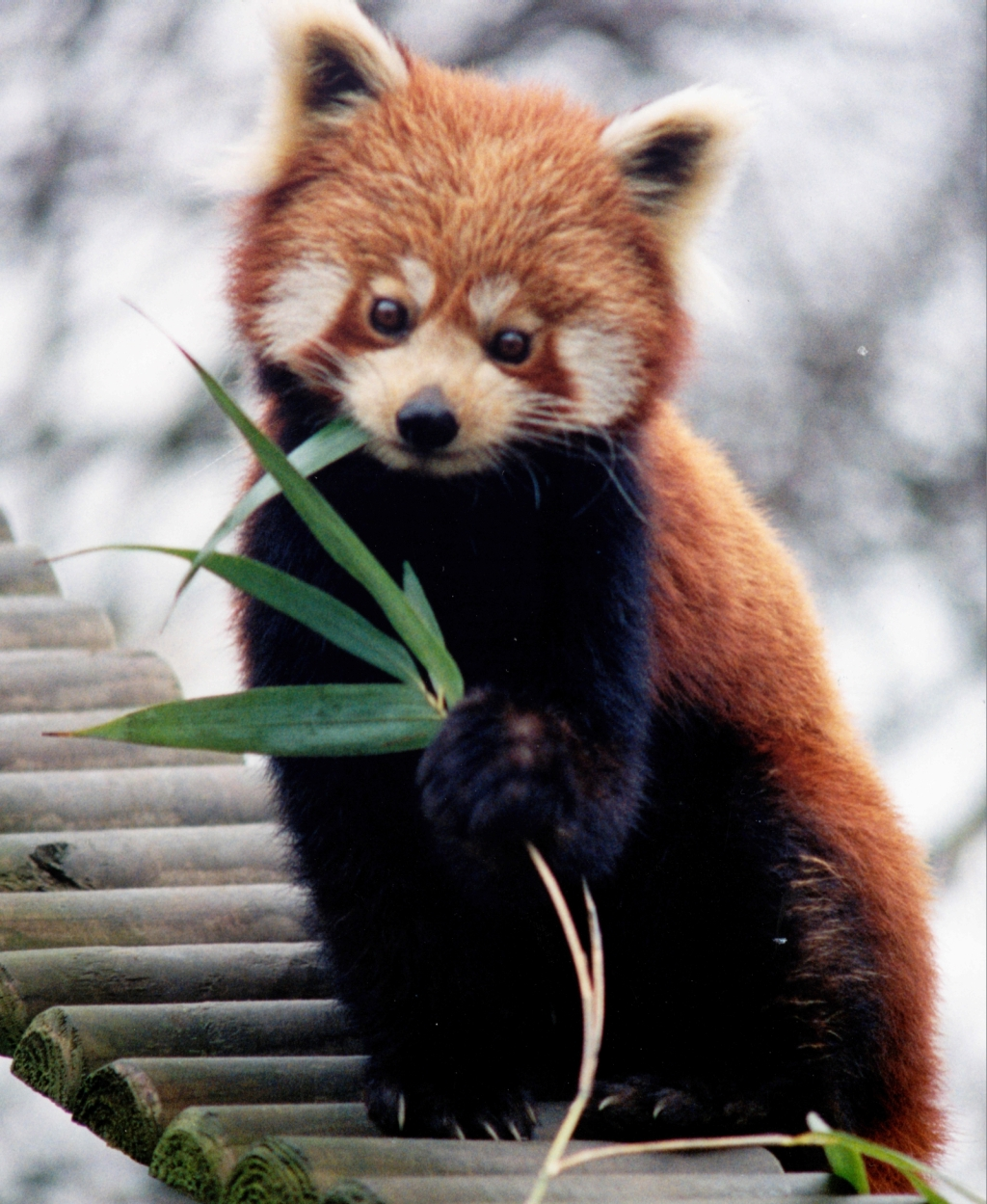
Kattbjörn

Förutom människan utgörs artens fiender av snöleoparden (Uncia uncia) och mårddjur (Mustelidae)[källa behövs]. Dessutom hotas den genom habitatsförlust på grund av skogsavverkning och byggnation, samt genom boskapsskötsel (där boskapen äter upp stapelfödan, bambu, och genom vallhundar som angriper kattbjörnarna eller smittar dem med valpsjuka). Illegal jakt och infångande för försäljning som sällskapdjur är andra hot. I vissa delar av sydvästra Kina jagas arten för pälsens skull. Av pälsen tillverkas bland annat hattar och borstar, och i vissa regioner har pälsen i alla fall tidigare utgjort en prydnad för brudgummen under vigselceremonin. IUCN listar arten som starkt hotad. Arten listas hos CITES i appendix I. Populationen uppskattas omfatta färre än 10 000 individer.
Världsorganisationen för djurparker och akvarium (WAZA) öppnade 1979 en avelsförteckning för kattbjörnar i djurparker. Förteckningens koordinator är Martin van Wees från Zoo Rotterdam. Avel av kattbjörnar finns idag i 30 olika djurparker. Enligt förteckningen lever 808 kattbjörnar utanför Kina och 436 av dessa har förmåga att para sig. I Sverige finns kattbjörnar på Kolmården, Borås Djurpark, Parken Zoo och Nordens Ark. Djurparkerna arbetar aktivt med att bevara en frisk population i fångenskap, vilket sker i nära samarbete med övriga anläggningar i världen som håller arten.[källa behövs]

### Namn
Dess vetenskapliga namn Ailurus fulgens är latin och betyder "skinande katt". I Kina kallas den ibland 火狐 (huǒ-hú) som betyder "eldräv" men namnet kan även syfta på rödräven. Den kallas även liten panda, mindre panda och röd panda.

### Kattbjörnen i kulturen
Kattbjörnen är sedan 1990-talet den indiska delstaten Sikkims officiella statsdjur. Den är även maskot åt den internationella tefestivalen i Darjeeling.
Relationen mellan kattbjörnen och webbläsaren Mozilla Firefox är lite förvirrande. Webbläsaren skapades som Phoenix, men då detta namn hade varumärkesregistrerats av Phoenix Technologies byttes namnet snart till Mozilla Firebird och sedan (då även namnet Firebird var upptaget) till Firefox. Det slutliga namnet inspirerades av en BBC-sida som nämnde att "eldräv" (火狐, huǒ-hú) är det kinesiska namnet för kattbjörnen. Men samma ord kan även syfta på rödräven. Den officiella kinesiska beteckningen för kattbjörnen är 小熊貓 (xiǎo xìong-māo, alltså liten panda eller liten kattbjörn). Förlagan till webbläsarens logo var i alla fall en rödräv.
I den datoranimerade filmen Röd förvandlas filmens huvudperson Mei till kattbjörn när hon blir upphetsad eller stressad.